# 9 Pułk Strzelców Konnych (Cesarstwo Niemieckie)

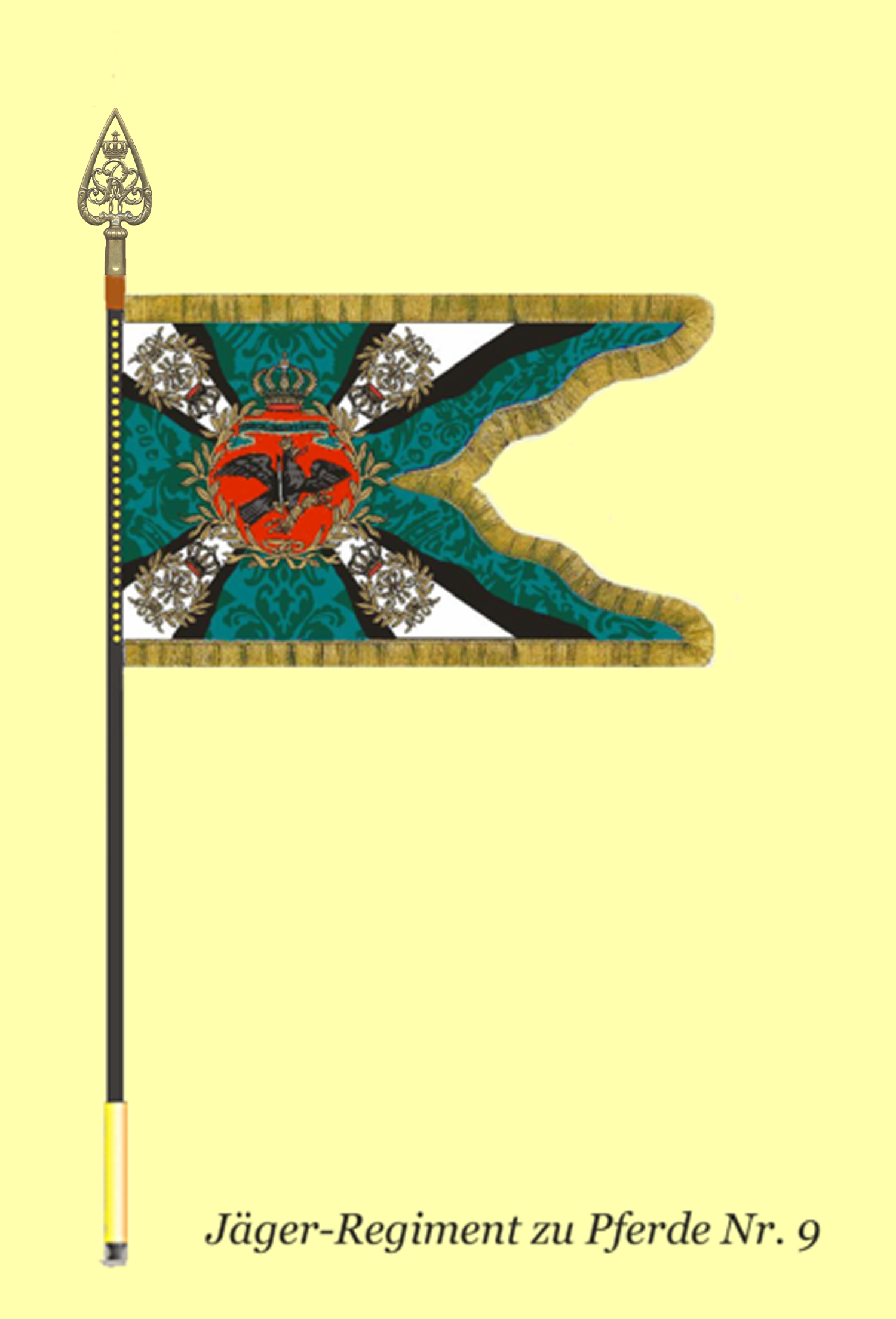
Sztandar pułku

9 pułk strzelców konnych (niem. Jäger-Regiment zu Pferde Nr. 9) – pułk kawalerii niemieckiej okresu Cesarstwa Niemieckiego.

## Charakterystyka
Sformowany 1 października 1913. Stałym garnizonem tej jednostki była miejscowość Wystruć (Insterburg). Oddział wchodził w skład I Korpusu Armijngo .

 Wiosną 1914 był w strukturze 2 Brygady Kawalerii z 2 Dywizji Piechoty.

## Podporządkowanie
- I Korpus Armijny – Królewiec (Köningsberg)
  - 2 Dywizja Piechoty (2. Infanteriedivision) – Wystruć
    - 2 Brygada Kawalerii (2. Kavalleriebrigade) – Wystruć
      - 9 pułk strzelców konnych – Wystruć